# Bandera de Yemen
La bandera nacional de Yemen fue adoptada el 22 de mayo de 1990, día de la unificación de Yemen del Norte y Yemen del Sur. 
El patrón de colores de rojo, blanco y negro en franjas también estuvo presente en las banderas de Yemen del Norte y del Sur, símbolo panárabe, como son las banderas de Egipto, Siria (1980-2024), Irak, entre otros.
Según la descripción oficial, el rojo representa la sangre de los mártires y la unidad; el blanco para un futuro brillante; negro para el oscuro pasado.

## Banderas históricas
Antes de que el Yemen se unificara en la actual república, estaba dividido en dos estados. El Yemen del Norte utilizaba la bandera a la izquierda (la bandera del Reino Mutawakkilita de Yemen), desde 1927 hasta 1962, cuando se convirtió en la República Árabe de Yemen, que utilizaría una bandera similar a la actual bandera de Yemen, excepto con una estrella verde en el centro de la franja blanca.
La República Democrática Popular de Yemen o Yemen del Sur utilizaba una bandera con un triángulo azul celeste cerca del mástil, con una estrella roja. Mientras que el diseño del triángulo y estrella azul era el emblema del Partido Socialista de Yemen,  el diseño global de la bandera era aparentemente influido por la bandera de Cuba, después de la Revolución cubana de los años 1950 (Hendrikksen, 1982).

Reino de Yemen (1918-1923)
Reino de Yemen (1923-1927)
Reino de Yemen (1927–1962)
Yemen del Norte (1962)
Yemen del Norte (1962–1990)
Colonia de Adén (1937–1962)
Federación de Arabia del Sur (1962–1967)
Yemen del Sur (1967–1990)

- Datos: Q162699
- Multimedia: National flag of Yemen / Q162699